# Faunts
Faunts är ett kanadensiskt elektroniskt rockband och shoegazingband från Edmonton, Alberta. De bildades år 2000 av två bröder, Steve och Tim Batke. Under sina första år var Faunts bland annat förband till väl etablerade akter som Do Make Say Think och Broken Social Scene. Deras debutalbum, High Expectations / Low Results, mottogs väl av kritikerna men Faunts förblev ändå ett relativt okänd band, som främst var förpassat till undergroundscenen.
2007 släppte bandet en 40-minuters EP vid namn M4. Låten "M4 Pt. II" kom att användas för eftertexterna till actionrollspelet Mass Effect, vilket skänkte bandet en tidigare oanad publicitet. Efter M4 lämnade keyboardisten Joel Hitchcock bandet. Ännu en Batke-broder, Rob, ersatte honom på bandets andra studioalbum, Feel.Love.Thinking.Of, och även från detta album användes en av deras låtar, "Das Malefitz", i Mass Effect-serien, nu under sluttexterna till Mass Effect 3.
Faunts har turnerat över hela Nordamerika, både som förband åt mer kända band men också på egen hand, framförallt efter det ökade kändisskap som kom med Mass Effect-serien.

## Bandmedlemmar

### Nuvarande medlemmar
- Steven Batke – sång, gitarr
- Tim Batke – sång, gitarr, keyboard
- Paul Arnush – trummor

### Tidigare medlemmar
- Joel Hitchcock – keyboard
- Rob Batke – keyboard, laptop
- Scott Gallant – basgitarr

## Diskografi

### Studioalbum
- High Expectations / Low Results (2005)
- Feel.Love.Thinking.Of (2009)

### EP-skivor
- M4 (2007)
- Left Here Alone (2012)

### Samlings/remixalbum
- Remixed (2008)
- Feel.Love.Thinking.Of.Remixes (2009)